# 在任中に亡くなったアメリカ合衆国大統領の一覧
| 在任中に亡くなったアメリカ合衆国大統領      | 在任中に亡くなったアメリカ合衆国大統領      | 在任中に亡くなったアメリカ合衆国大統領 |
| ------------------------------------------- | ------------------------------------------- | -------------------------------------- |
| ウィリアム・ヘンリー・ハリソン 1841年4月4日 | ザカリー・テイラー 1850年7月9日             | エイブラハム・リンカーン 1865年4月15日 |
| ジェームズ・A・ガーフィールド 1881年9月19日 |                                             | ウィリアム・マッキンリー 1901年9月14日 |
| ウォレン・G・ハーディング 1923年8月2日      | フランクリン・D・ルーズベルト 1945年4月12日 | ジョン・F・ケネディ 1963年11月22日     |

1789年の創設以来、45人がアメリカ合衆国大統領に就任し、そのうち8人が在任中に死去している。8人のうち暗殺されたものは4人、自然死したものは4人である。それらの事例において副大統領が大統領職を継承した。この慣行は現在、1967年に批准されたアメリカ合衆国憲法修正第25条第1節「大統領の免職、死亡、辞職の場合には、副大統領が大統領となる。」に準拠している。この慣行の初の承認は最初に採択された憲法第2条第1節第6項に規定されており、次のように書かれている: 
大統領が免職、死亡、辞任し、又はその権限及び義務を遂行する能力を失った場合は、その職務権限は副大統領に帰属する。（以下略）
初めて在任中に亡くなった大統領はウィルアム・ヘンリー・ハリソンであり、就任からわずか1ヶ月後の1841年4月4日のことであった。彼の死因は当時は肺炎であると考えられていた。2番目はザカリー・テイラーであり、1850年7月9日に急性胃腸炎で亡くなった。3人目のエイブラハム・リンカーンは初めて暗殺された大統領であった。1865年4月14日夜に彼はジョン・ウィルクス・ブースによって銃撃され、翌朝死亡した。それから16年後の1881年7月2日にジェームズ・ガーフィールドがチャールズ・J・ギトーによって銃撃を受け、それから2ヶ月以上生き延びたものの同年9月19日に亡くなった。
1900年11月に再選を果たしたウィリアム・マッキンリーは翌1901年9月6日にレオン・チョルゴッシュによって銃撃され、その8日後に亡くなった。その次はウォレン・G・ハーディングであり、1923年8月2日に心臓発作により亡くなった。1945年4月12日、4期目を開始したばかりのフランクリン・D・ルーズベルトが倒れ、脳内出血の結果亡くなった。在任中亡くなった大統領で最新はジョン・F・ケネディであり、彼は1963年11月22日にテキサス州ダラスでリー・ハーヴェイ・オズワルドによって暗殺された。
このうち、テイラーを除く7人は末尾が0の年に行われた選挙で選出された所謂「テカムセの呪い」の犠牲者である。

## 1841年: ウィリアム・ヘンリー・ハリソン

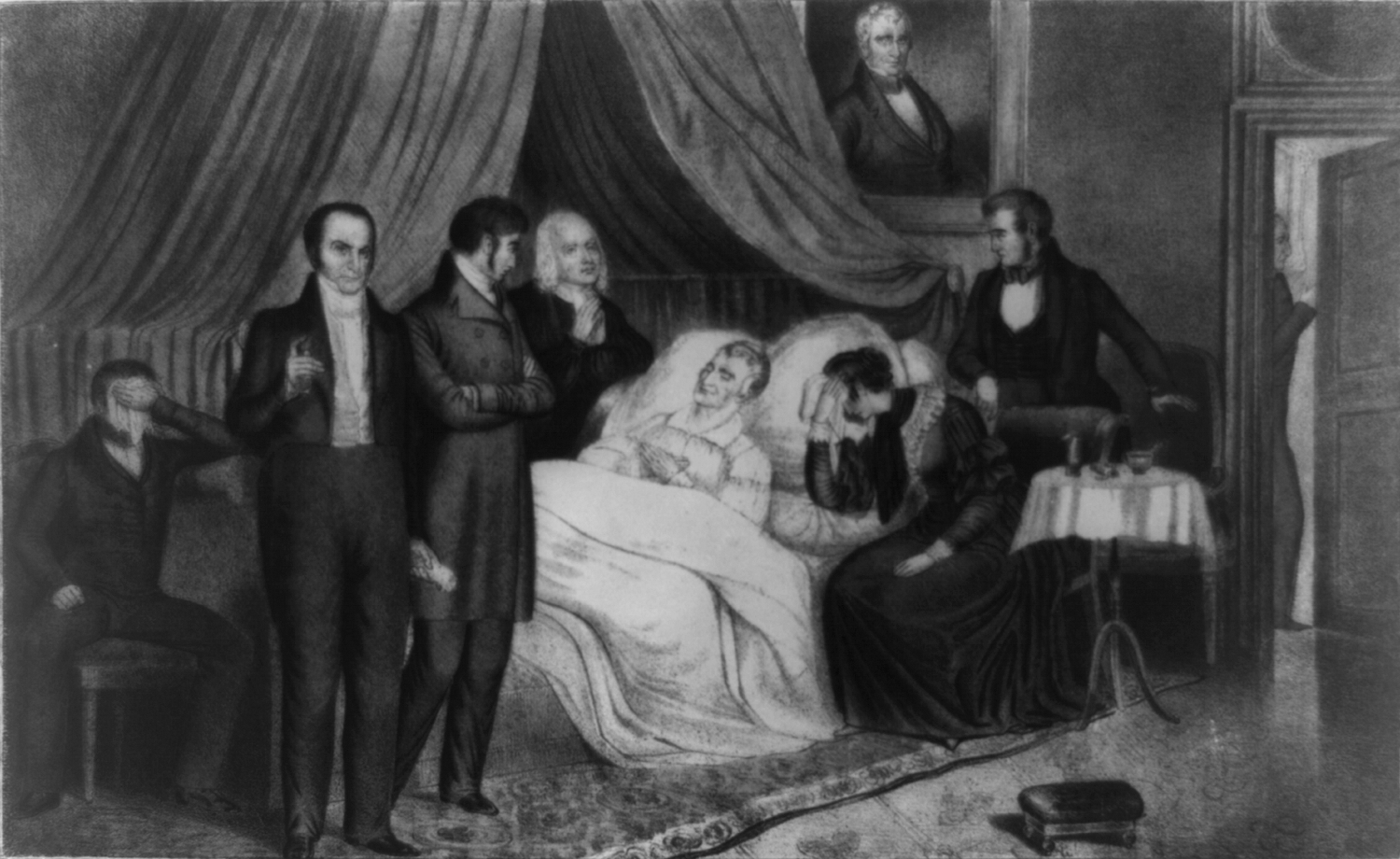
牧師、医師、家族、行政官に囲まれながら死の床につくウィリアム・ヘンリー・ハリソンを描いた絵

1841年3月26日、ウィリアム・ヘンリー・ハリソンは豪雨に晒された後に風邪をひいて病気になった。彼の症状はその後の2日間で次第に悪化し、その段階で医師団が治療のために招集された。右下葉肺炎の診断が下された後、医師団は彼の裸の胴体に加熱された吸引カップを当て、病を抜くために瀉血が投与された。それらの処置でも改善がみられなかったために医師団は彼にトコン、ひまし油、カロメルを施し、最後には石油とヴェージニア・スネークルートの混合物が投与された。これらの処置は全てハリソンをより弱体化させたに過ぎなかった。
当初、ハリソンの病状に関する公式な発表は行われなかったが、彼が公の場から離れる期間が長引くにつれて国民の憶測と懸念が高まった。月末にはホワイトハウスの外まで大群衆が押しかけ、大統領の状況についての知らせを夜通しで待ち続けた。病に冒されてから9日後となる1841年4月4日の夕方、就任宣誓からちょうど1ヶ月後となるこの日にハリソンは亡くなった。在職中に死亡した初のアメリカ合衆国大統領であった。彼の最後の言葉は主治医に語ったものであったが、副大統領のジョン・タイラーに宛てられたものとみられている:
サー、私は君が政府の真の原則を理解することを望んでいる。それが実行されることを望んでいる。それ以上は何も望まない。
ハリソンの死後、30日間の追悼期間が始まり、ヨーロッパ王室の葬儀をモデルとした様々な式典が執り行われた。4月7日、ホワイトハウスのイーストルームで招待制の葬儀が行われた後、ハリソンの棺はワシントンD.C.の議会墓地に運ばれ、一時的な受け取り保管庫に置かれた。
同年の6月、ハリソンの遺体は列車と川の艀でオハイオ州ノースベンドに運ばれた。その後の7月7日に遺体はオハイオ川を見下ろせるネボ山の山頂の家族の墓（現在のウィリアム・ヘンリー・ハリソン・トゥーム・ステート・メモリアル）に埋葬された。
ジョン・タイラー副大統領が大統領に昇格すべきか、それとも空席のまま職務を遂行すべきかがアメリカ合衆国憲法で不明確であったためにハリソンの死は大統領の継承に関する短い憲政の危機を引き起こした。タイラーは大統領の全権と義務を遂行することが憲法上定められていると主張し、大統領就任宣誓を行い、大統領が任期中に去った際の大統領権限の秩序ある移行の重要な前例を作った。
以後、偶然にもハリソンのようにゼロで終わる年の大統領選で勝利した者が在任中に死亡することが続いた。この悲劇の法則は、1811年にティペカヌーの戦いでハリソンが戦ったショーニー族の指導者の名前のテカムセから「テカムセの呪い」と呼ばれるようになった。「ゼロ・ファクター伝説」とも呼ばれるこの法則は暗殺未遂事件（就任後69日目）を生き延びた上に2期を完遂したロナルド・レーガンによって破られた。

## 1850年: ザカリー・テイラー

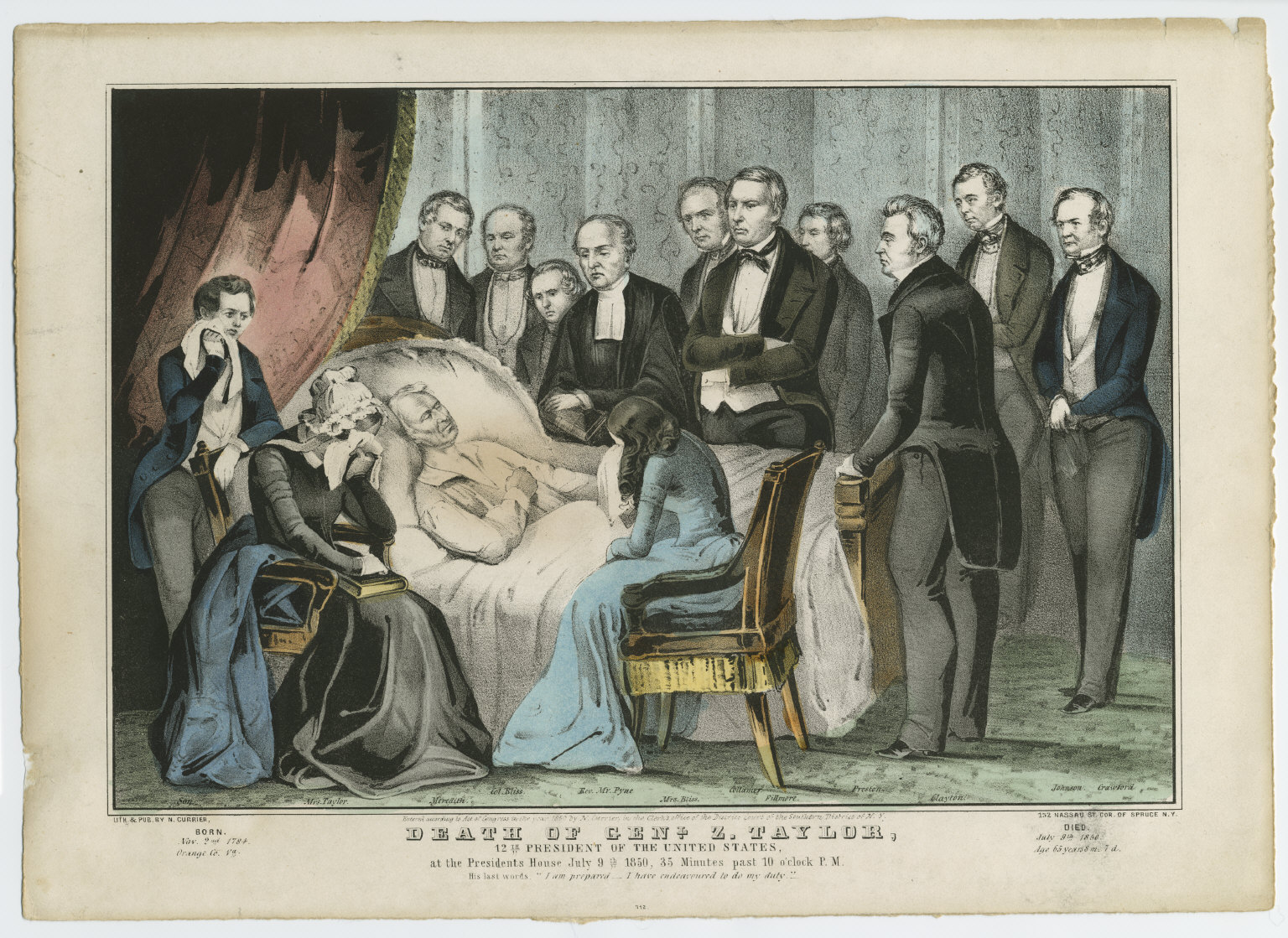
ザカリー・テイラーの死を描いた1850年の絵

1850年7月4日、ザカリー・テイラーは休日祝いに出席してワシントン記念塔の礎石を築いた後に大量の氷水、冷たい牛乳、青リンゴ、さくらんぼを摂取したことがわかっている。同日夜、彼は未知の消化器系の病気に冒された。医師は当時一般的であった治療法を施した。発病から5日後となる7月9日朝、テイラーは妻のマーガレットに次のように語って慰めた:
私は常に義務を果たし、死ぬ準備ができている。私の唯一の後悔は友達のもとを去ることだ。
テイラーはその日の午後10時35分頃に亡くなった。現代の研究では死因は「胆汁性下痢または散発性コレラ」と言われている。大統領職は副大統領のミラード・フィルモアに引き継がれた。
テイラーの葬儀は7月13日にハリソンと同様にホワイトハウスのイーストルームで行われた。その後約10万人が議会墓地に参列し、棺桶は一時的に保管庫に安置され、10月にケンタッキー州ルイビルへと移送された。1850年11月1日、テイラーは自宅にある家族の埋葬地（現在のザカリー・テイラー国立墓地）に葬られた。
彼の死の直後からテイラーは奴隷制を支持する南部人によって毒殺されたという噂が広まり始め、様々な陰謀説が20世紀後半まで続いた。テイラーの死因は1991年にケンタッキー州の主任検視官が遺体を発掘、検死したことで明確にされた。オークリッジ国立研究所で実施された中性子活性化分析ではヒ素レベルが低すぎたために中毒の証拠は示されなかった。分析によって当時のワシントンは下水道が開かれて飲食物が汚染されていた可能性があるためにテイラーはコレラか急性の胃腸炎を患ったのだと結論づけられた。

## 1865年: エイブラハム・リンカーン

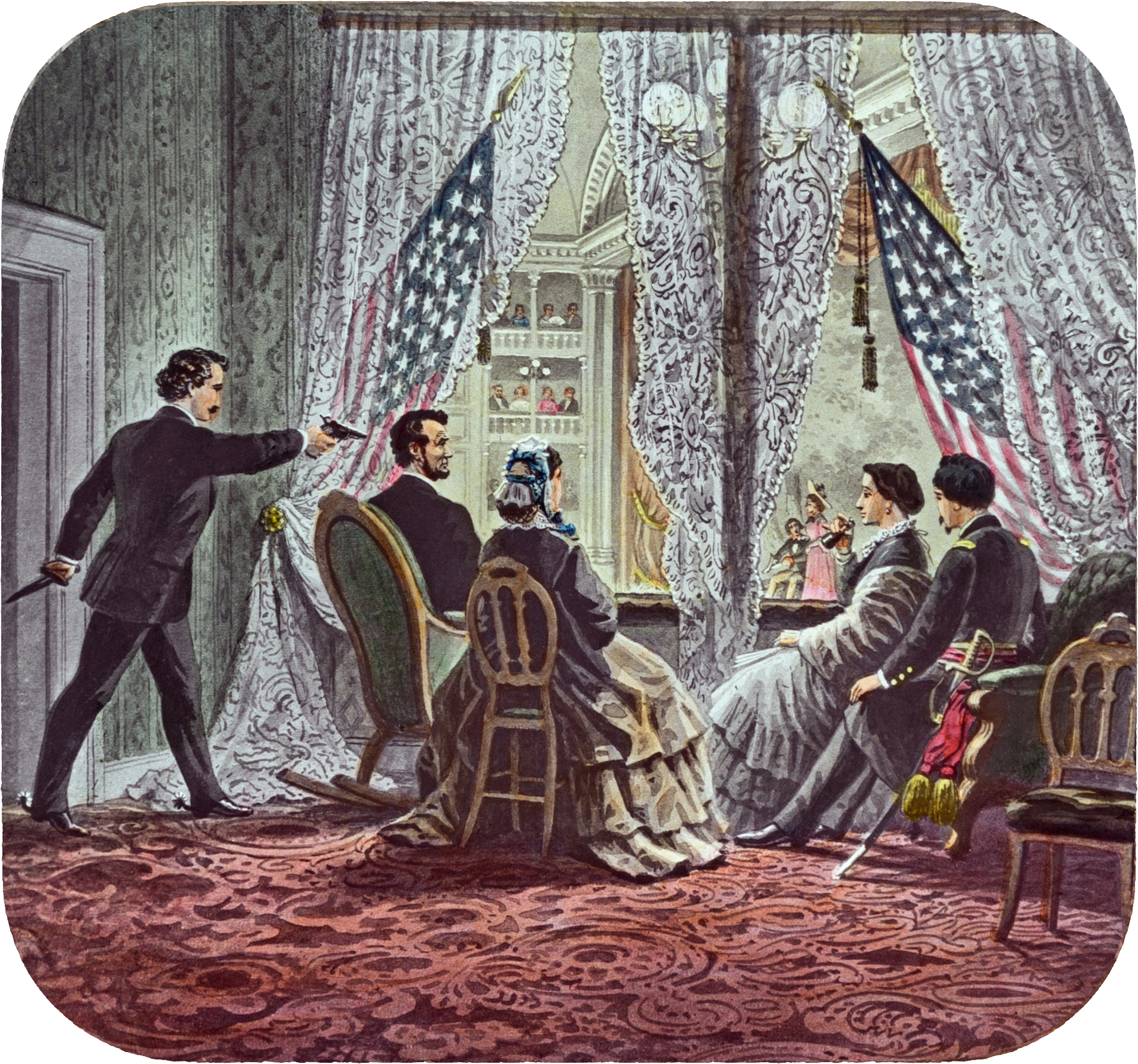
エイブラハム・リンカーンを射殺する直前のジョン・ウィルクス・ブース（最左）を描いた絵。リンカーンと同席しているのはメアリー・トッド・リンカーン、クララ・ハリス、ヘンリー・ラスボーン。

エイブラハム・リンカーンの暗殺事件は、南北戦争末期の1865年4月14日の聖金曜日に発生した。これはアポマトックス・コートハウスの戦いの後にロバート・E・リー将軍と北バージニア軍がユリシーズ・S・グラント将軍とポトマック軍に降伏してから4日後のことであった。リンカーンは史上初めて暗殺されたアメリカ大統領であった（暗殺されかけた初のアメリカ大統領は30年前の1835年1月のアンドリュー・ジャクソンである）。
リンカーン大統領の暗殺はアメリカ連合国（南軍）の信奉者で、リンカーンの熱心な非難者で、アメリカ合衆国における奴隷制廃止の強い反対論者であった著名な舞台俳優のジョン・ウィルクス・ブースによって計画、実行された。ブースとその共謀者の一味は当初はリンカーンの誘拐を企てていたが、その後は南軍の大義を支持するために彼、副大統領のアンドリュー・ジョンソン、国務長官のウィリアム・H・スワードの暗殺計画へと変貌した。ジョンソン暗殺者となる予定だったジョージ・アツェロットは結局実行しなかったため、ジョンソンは大統領に昇格した。またルイス・パウエルによるスワード暗殺は実行に移されたものの、彼は軽傷で済んだ。
リンカーンは1865年4月14日の午後10時15分頃、ワシントンD.C.のフォード劇場で妻のメアリー・トッド・リンカーンと共に『われらのアメリカのいとこ』を鑑賞中に頭部を1発撃たれた。偶然にもフォード劇場を訪れていた軍医のチャールズ・リール博士はリンカーンは致命傷を負っていると判断した。昏睡状態のリンカーンは劇場からピーターセン・ハウス へと運ばれ、翌4月15日の午前7時22分に亡くなった。
暗殺事件から2週間も経たない1865年4月25日、ブースとその仲間のデヴィッド・ヘロルドはバージニア州ポートコンウェイのベーハ小屋に追い込まれた。ヘロルドは投降した一方、ブースはボストン・コーベット軍曹から受けた銃撃によって26日早朝に死亡した。
リンカーンの死後、3週間に及ぶ一連の公式行事が開催された。彼の遺体は4月18日にホワイトハウスのイースに一般公開された。翌日葬儀が行われ、棺桶はペンシルベニア大通りから合衆国議会議事堂に運ばれて、ロタンダに安置された。国会議事堂での遺体の一般公開の後、イリノイ州スプリングフィールドに運ばれ、1865年5月4日にオーク・リッジ墓地に埋葬された。埋葬地は現在はリンカーン墓州立史跡となっている。

## 1881年: ジェームズ・A・ガーフィールド

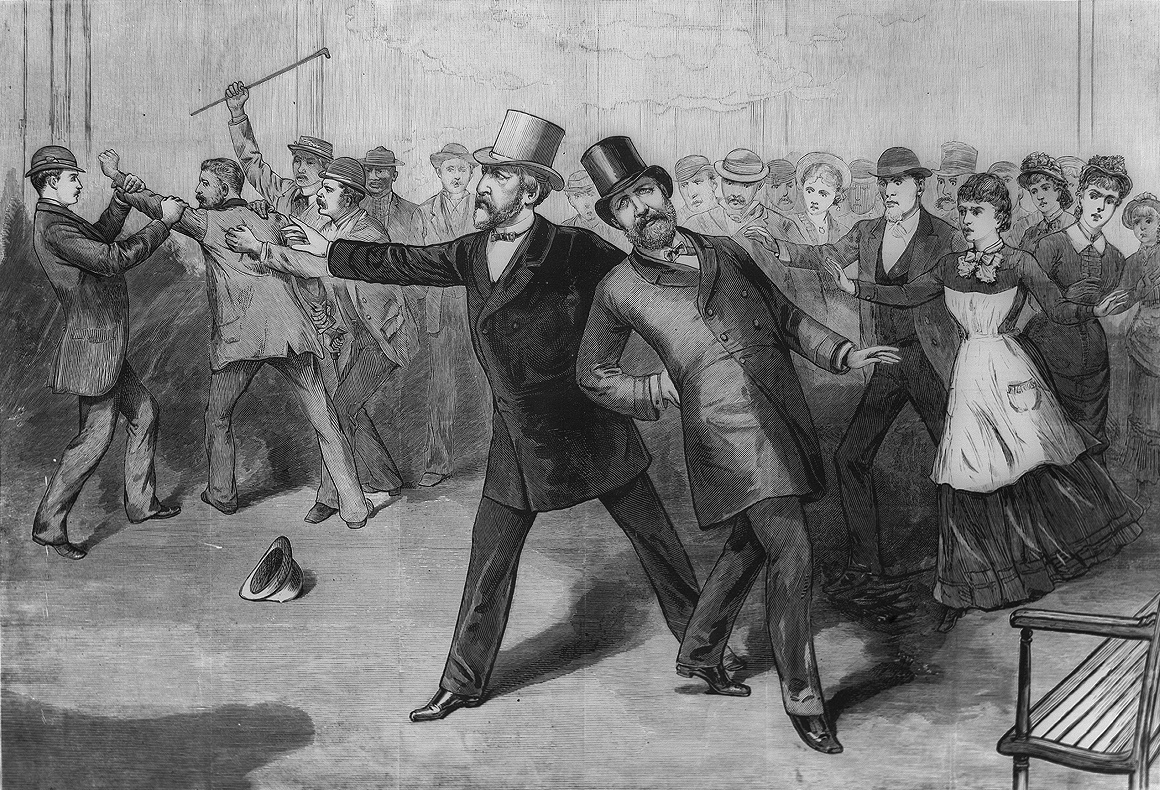
『フランク・レズリー挿絵新聞』に掲載されたチャールズ・J・ギトーによるガーフィールド大統領銃撃直後の絵。ガーフィールドの隣は国務長官のジェイムズ・G・ブレイン。

ジェームズ・A・ガーフィールドの暗殺事件は1881年7月2日にワシントンD.C.で発生した。ガーフィールドは第20代大統領に就任して4ヶ月も経たないこの日の午前9時30分にチャールズ・J・ギトーによって銃撃を受け、その11週間後の1881年9月19日に亡くなった。これにより副大統領のチェスター・A・アーサーが大統領に昇格した。ガーフィールドは夏期休暇のためにちょうど7月2日にワシントンを離れる予定であった。その日ギトーはワシントンD.C.の現在の6番街とコンスティチューション・アベニュー南西角に存在していたボルティモア・ポトマック鉄道の駅でガーフィールドを持ち伏せしていた。
ガーフィールドはスピーチをする予定である母校のウィリアムズ大学に向かうために6番街の駅に来た。ガーフィールドには息子のジェームズとハリー、国務長官のジェイムズ・G・ブレインが同行していた。また陸軍長官のロバート・トッド・リンカーンが見送りのために駅で待っていた。ガーフィールドにはボディガードや警護特務部隊がついていなかった。南北戦争中のエイブラハム・リンカーンを除く初期のアメリカ大統領は護衛をつけなかったのである。
ガーフィールドが駅の待合室に入るとギトーが前に出て至近距離で背後から引き金を引いた。「神よ、これは何なんですか?」と絶叫し、腕を振り上げた。ギトーは再び発砲するとガーフィールドは倒れ込んだ。1発はガーフィールドの肩をかすめたもののもう1発は背中に命中し、腰椎を通過したが脊髄は外れた。
ガーフィールドは意識を保っているものショック状態となり、駅の2階へと運ばれた。体内には1発の弾丸が残っていたが、医者はそれを発見できなかった。息子のジム・ガーフィールドとジェームズ・ブレインは両者共に錯乱して泣き出した。ロバート・トッド・リンカーンは父の死を思い出して憤慨し、「この町でどれだけ悲しい時間を過ごしただろうか」と述べた。
ガーフィールドはホワイトハウスに運ばれた。医者は彼はこの夜を越せないだろうと言ったが、ガーフィールドは死なずに意識を保ち続けた。翌朝のバイタルサインは良好であり、医師たちは回復を期待した。長い寝ずの番が始まり、ガーフィールドの主治医たちは定期的な速報を出し、アメリカ国民は1881年の夏中は常にそれを追い続けた。彼の状態は不安定であり、熱の上下が繰り返された。ガーフィールドは固形物の摂取にも苦労し、夏の間はほとんど口に出来ずに流動食のみで過ごした。
ガーフィールドはニュージャージー州ロングブランチの海岸沿いの町の定期的な来訪者であった。そこは第一次世界大戦まではアメリカの主要な夏休みスポットの1つであった。9月初旬、ビーチの空気によって体力が回復されることを期待してガーフィールドはロングブランチの南のエルベロンに移送されることが決まった。ガーフィールドが自分たちの町に来ると知った地元市民は24時間以内に半マイル以上の線路を設置し、彼を地元のエルベロン駅から馬車で移動させるのではなく、海に面したフランクリンのコテージのドアまで直接連れてくることを可能にした。しかしながらガーフィールドは到着から12日後の1881年9月19日に亡くなった。ガーフィールド・ロードにある花崗岩のマーカーは1950年に取り壊されたコテージのかつての場所が示されている。5ヶ月に及ぶ激動の間、全国のアメリカ人たちは報道機関によってその進展を知らされ続けた。『フランク・レズリー挿絵新聞』の発行者であるミリアム・レスリーは銃撃から遺体の防腐処理までの重要な瞬間を完全に図解した記事を迅速に出版した。
チェスター・アーサーは9月19日の夜にニューヨークの自宅でガーフィールドの訃報を耳にした。アーサーは最初に知らせを受けた際には「願わくば我が神よ、それが間違いであることを願います」と言った。しかしながら電報による確認もすぐ後に到着した。アーサーはニューヨーク州高位裁判所の判事の立ち会いの下で大統領就任宣誓を行い、ワシントンに行く前に弔問のためにロングブランチに向かった。ガーフィールドの遺体はワシントンに運ばれ、そこで2日間国会議事堂のロタンダに置かれた後、クリーブランドに移送されて9月26日にそこで葬儀が行われた。
フランクリンのコテージに急造された線路が後に取り壊されると、俳優のオリヴァー・バイロンはその枕木を購入し、それを利用して大統領を記念して地元の大工のウィリアム・プレスリーに小さなティーハウスを建てさせた。赤と白（下元は赤と白と青）の「ガーフィールド・ティーハウス」は現在も残っており、かつての聖公会であったロングブランチ歴史博物館の敷地内にあるコテージの敷地から数ブロック離れた場所にある。教会はガーフィールドに加えてチェスター・A・アーサー、ユリシーズ・S・グラント、ベンジャミン・ハリソン、ラザフォード・ヘイズ、ウィリアム・マッキンリー、ウッドロウ・ウィルソンもロングブランチ訪問時に出席したことから「大統領教会」と呼ばれている。

## 1901年: ウィリアム・マッキンリー

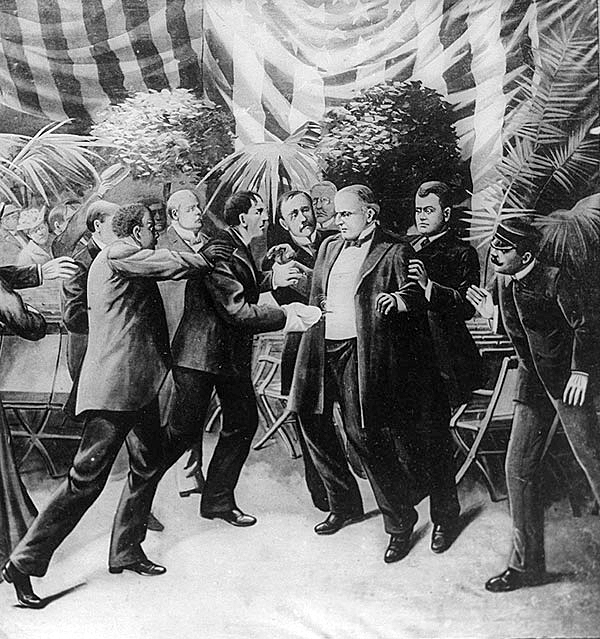
レオン・チョルゴッシュが隠し持っていたリボルバーでマッキンリーを撃つ様子を描いた絵

ウィリアム・マッキンリーは1901年9月6日にニューヨーク州バッファローで開催されたパン・アメリカン博覧会敷地内のテンプル・オブ・ミュージックで暗殺された。マッキンリーは観衆と握手をしている際にポーランド系アメリカ人のアナキストのレオン・チョルゴッシュによって撃たれた。マッキンリーは8日後の9月14日に弾丸の傷による壊疽で亡くなった。
マッキンリーは1900年の大統領選で2期目を勝ち取った。マッキンリーは市民と会うことを楽しんでおり、職務中に護衛をつけることには消極的であった。秘書官のジョージ・B・コーテルユーはテンプル・オブ・ミュージック訪問中の暗殺を警戒して2度予定を中止しようとしたが、マッキンリーはそれを取り消した。
チョルゴッシュは1893年の恐慌の際に職を失い、その後はその外国の信奉者が首脳を殺害したという政治哲学のアナキズムに傾倒する。マッキンリーを抑圧の象徴とみなしたチョルゴッシュは彼を殺害することがアナキストとしての自分の義務であると感じた。大統領の博覧会訪問の序盤に近寄ることができなかったチョルゴッシュは彼がテンプルのレセプション・ラインで握手をしようと手を伸ばした際に2発撃った。1発はマッキンリーをかすめたが、もう1発は彼の腹部に命中してそのまま体内に留まった。
マッキンリーは当初は回復の傾向を見せていたが傷が壊疽となり、9月13日には悪化し、その翌日早朝に亡くなった。彼の後任として副大統領のセオドア・ルーズベルトが昇格した。ルーズベルトはニューヨーク州アディロンダック山地のマーシー山で伝令から訃報を聞かされた。マッキンリー暗殺事件後、チョルゴッシュは電気椅子で死刑が執行され、また合衆国議会は大統領を警護する任務をシークレットサービスに公式に課す法律を可決した。

## 1923年: ウォレン・G・ハーディング

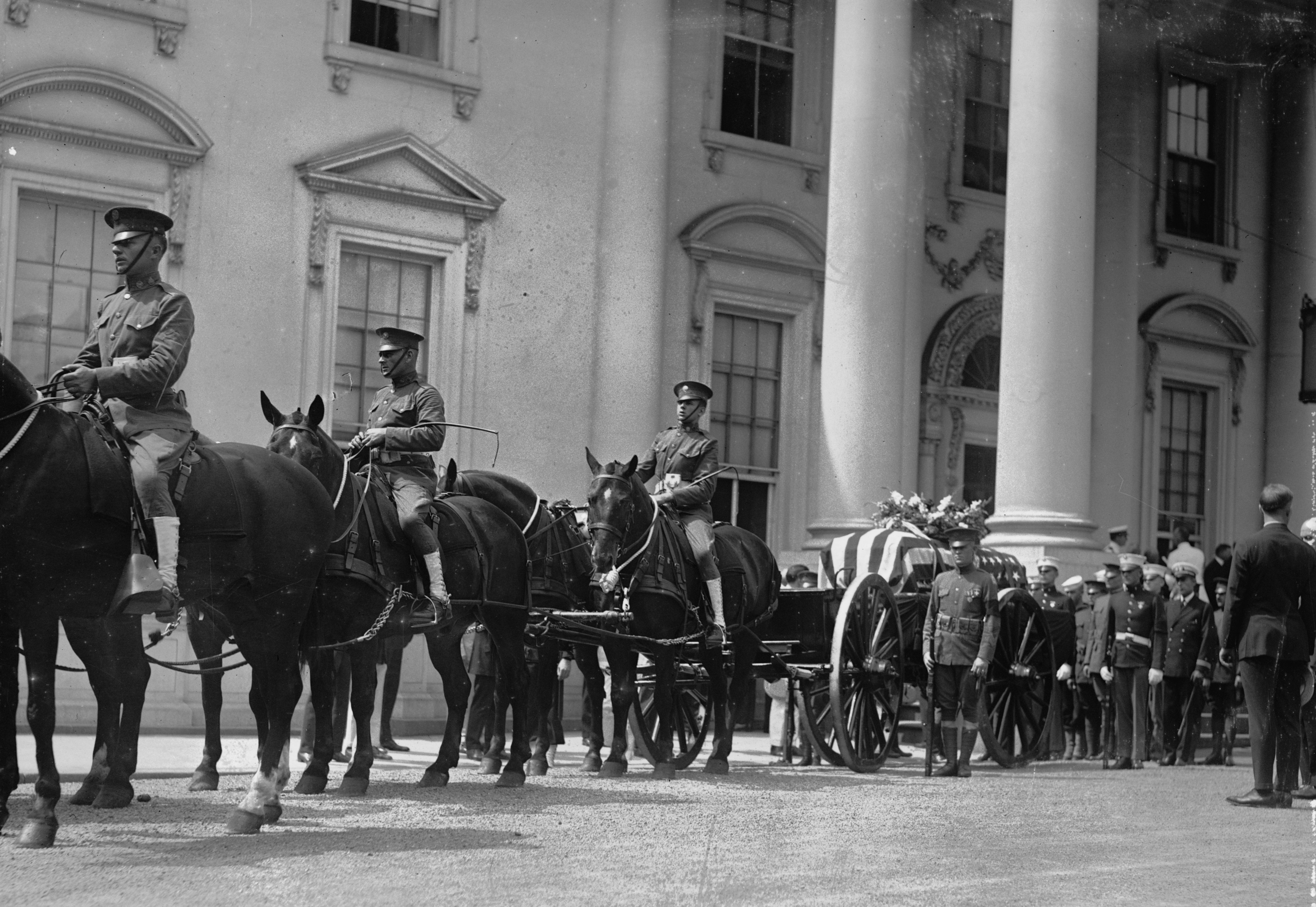
ホワイトハウスの北側ポルティコの前で馬車によって運ばれるハーディングの棺

ウォレン・G・ハーディングはサンフランシスコを訪れていた1923年8月2日、ホテルのスイートルームで7時35分頃に突如心臓発作を起こして亡くなった。彼の死後すぐに毒殺説や自殺説が浮上した。毒死の噂の一部は『ハーディング大統領の奇妙な死』によって煽られ、その本で著者（有罪判決を受けた犯罪者で、元オハイオ・ギャング構成員で探偵、ウォレンとその愛人を調査するためにハーディング夫人から雇われていたガストン・ミーンズ）はハーディング夫人が彼の不貞を知った後に夫を毒殺したことを示唆した。ハーディング夫人が大統領の検死を許可しなかったことは憶測を増した。しかしハーディングの医師によると、彼の死の前の数日間の症状は全てうっ血性心不全を示していた。ハーディングの伝記作家のサミュエル・H・アダムスは「ウォレン・G・ハーディングは自然死だったが、いずにせよ長く生きることは難しかった」と結論づけた。
ハーディング大統領の死後すぐにハーディング夫人はワシントンD.C.に戻り、後任のカルビン・クーリッジとそのファーストレディと共にホワイトハウスに一時滞在した。1ヶ月間にわたってハーディング夫人は元大統領の公式及び非公式の書簡や文書を集めて燃やした。さらにオハイオ州マリオンに戻ったハーディング夫人は大統領の個人的な書類を集めて燃やすために多くの秘書を雇った。彼女によると夫の遺産を守るためにこのような行動をとったとのことである。残った書類はマリオンのハーディング記念協会が保管し、一般人が観覧できないようにされている。

## 1945年: フランクリン・D・ルーズベルト

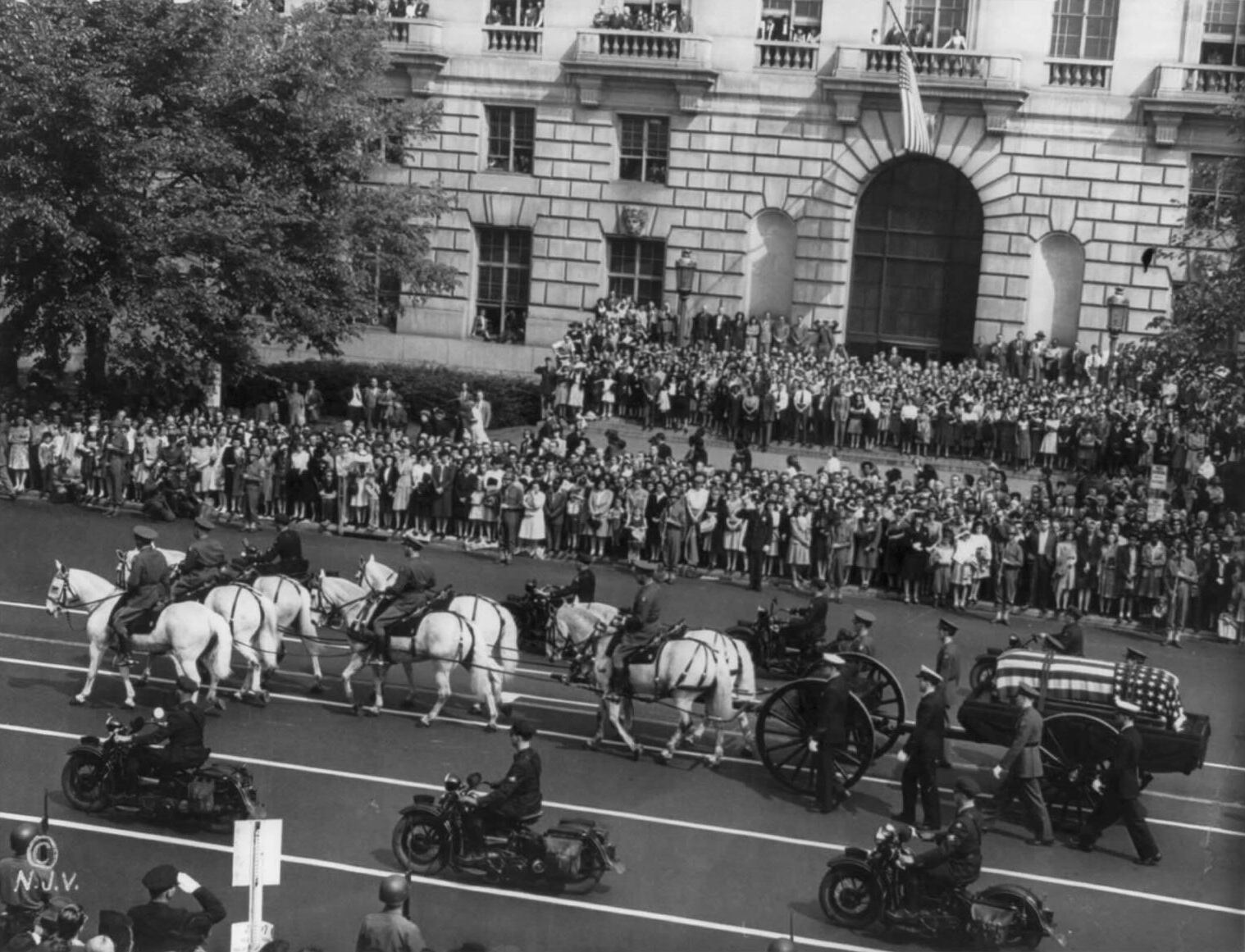
ルーズベルトの棺を運ぶ馬車がペンシルベニア大通りを進む様子

1945年3月29日、フランクリン・D・ルーズベルトはジョージア州ウォームスプリングスのリトルホワイトハウスを訪れ、4月下旬にサンフランシスコで開催される予定の国際連合の創設会議出席前の休息を取っていた。4月12日午後1時頃、ルーズベルトは「後頭部がひどく痛む」と述べ、これが彼の最後の言葉となった。それから彼は意識を失ったまま椅子に前屈みになり、寝室に運ばれた。主治医であるエドワード・ブルーエン博士は大規模な脳内出血（脳卒中）であると診断した。ルーズベルトはそのまま意識を取り戻さずに同日午後3時35分に亡くなった。小説家のアレン・ドルーリーは後にこれを「そうして1つの時代が終わり、また別の時代が始まった」と述べた。ルーズベルトの死後、『ニューヨーク・タイムズ』の社説には「今から100年後、人々はあの時代にフランクリン・D・ルーズベルトがホワイトハウスにいたことをひざまずいて神に感謝するだろう、」と書かれた。
ホワイトハウスでの晩年、ルーズベルトがますます過労に陥っていた頃に娘のアンナ・ルーズベルト・ボッタイガーは父を手伝うために引っ越してきた。アンナは父のかつての愛人でその当時は未亡人となっていたルーシー・マーサー・ラザファードとの面会を手配した。死の現場にいたルーズベルトとマーサの両方の親友であるエリザベス・シュマートフは2人が不倫をしているという悪評を避けるためにマーサを急いで遠ざけた。夫の訃報を聞いたエレノア・ルーズベルトはアンナがマーサとの面会を手配し、マーサがフランクリンの死に際に居合わせた事実にも同時に直面した。
4月13日朝、ルーズベルトの遺体は国旗に包まれて棺に入れられて大統領列車の中に運ばれた。4月14日のホワイトハウスでの葬儀の後、ルーズベルトは列車でハイドパークに戻り、陸軍、海軍、海兵隊、沿岸警備隊の各代表者1人ずつによって警護された。ルーズベルトの希望に従い、遺体は4月15日にハイドパークの自宅であるスプリングウッド邸のローズガーデンに埋葬された。1962年に亡くなったエレノアは夫の隣に埋葬された。
ルーズベルトの死はアメリカ及び世界中に衝撃を与えた。彼の健康状態の悪化は一般の人々にはほとんど知らされていなかった。ルーズベルトは歴代最長となる12年の大統領職を務めており、ナチス・ドイツ及び大日本帝国の降伏を目前とした死であった。
彼の死後1ヶ月も経たない5月8日にヨーロッパ戦線は終戦した。その日61歳になった後任の大統領のハリー・S・トルーマンはヨーロッパ戦勝記念日とその祝賀会をルーズベルトに捧げ、30日間の追悼期間中はアメリカ中の国旗が半旗で掲揚された。その際にトルーマンは「フランクリン・D・ルーズベルトがこの日を目にするまで生きている」ことが唯一の願いだったと述べた。

## 1963年: ジョン・F・ケネディ

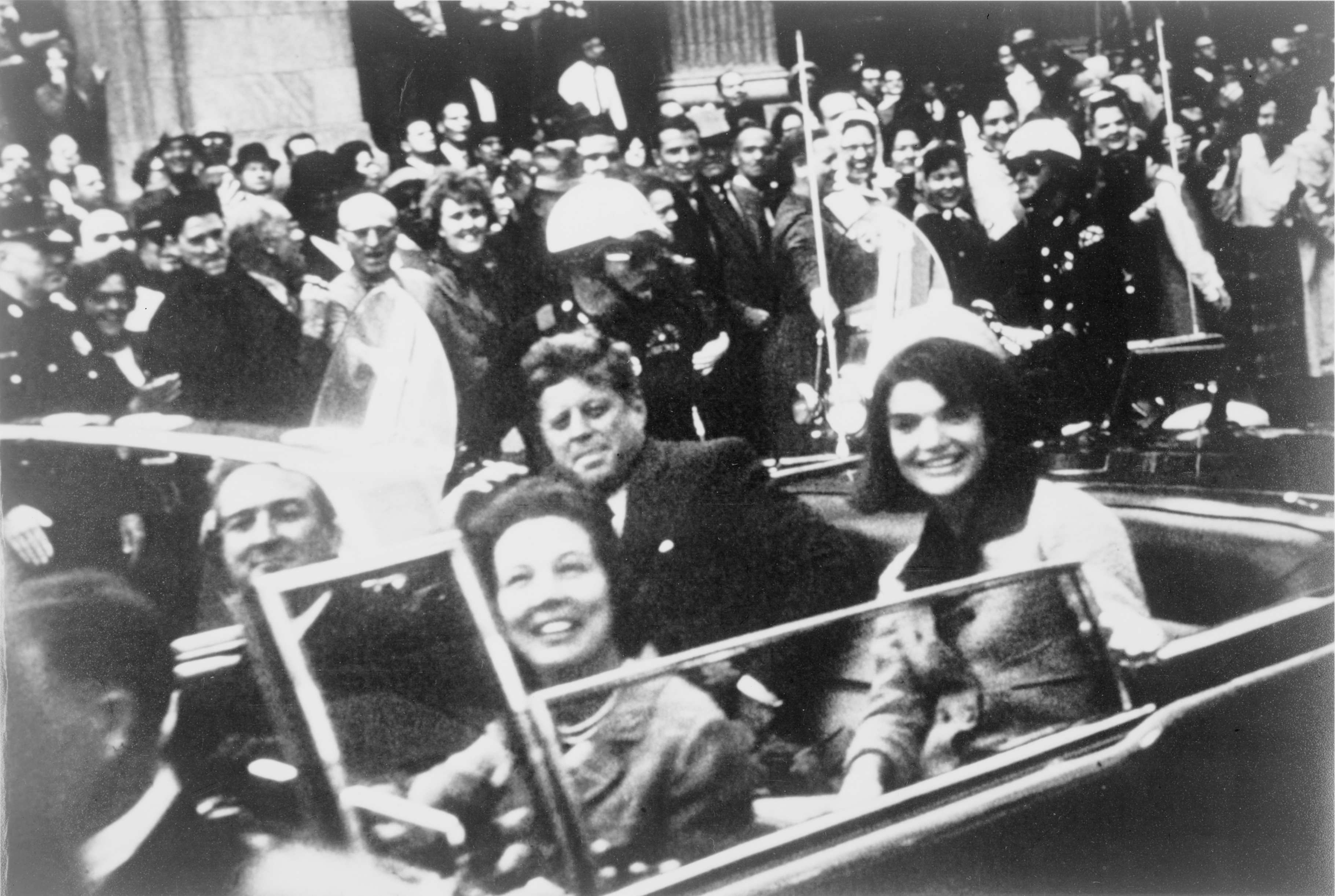
暗殺される直前の大統領リムジンに乗るケネディ大統領とジャッキー・ケネディ（後部座席）、コナリー知事とネリー・コナリー（前部座席）。

在任中に亡くなった最新のアメリカ合衆国大統領は1963年11月22日にテキサス州ダラスで暗殺されたジョン・F・ケネディである。ケネディは午後12時30分に大統領車がディーリー・プラザを通過する際にテキサス教科書倉庫の6階の窓から3発の銃弾を発射したリー・ハーヴェイ・オズワルドによって致命的な銃撃を受ける。大統領が同乗していたのはファーストレディのジャッキー・ケネディ、テキサス州知事のジョン・コナリーとその妻のネリーであり、コナリー知事もまたこの銃撃で重傷を負った。車はパークランド記念病院に急行し、その約30分後にケネディの死亡が宣告された。一方でコナリーは怪我から回復した。
ケネディの数台後ろに乗っていた副大統領のリンドン・ジョンソンは彼の死後まもなく第36代アメリカ合衆国大統領に就任した。彼はダラス・ラブフィールド空港の滑走路に停まっていたエアフォースワン内で大統領就任宣誓を行った。オズワルドはその日の午後にダラス警察によって逮捕され、テキサス州法に基づいてケネディとその後に銃撃されたJ・D・ティピットの殺害で起訴された。2日後の11月24日、市刑務所から郡刑務所へ移送されるオズワルドはテレビ中継される中、ダラス警察本部の地下でダラスのナイトクラブ経営者のジャック・ルビーによって射殺された。ルビーはオズワルド殺害によって有罪判決を受けたが上訴で覆され、再審を待っていたが、1967年に獄死した。
1964年、暗殺事件に関する10ヶ月の調査の後にウォーレン委員会はケネディ大統領はリー・ハーヴェイ・オズワルドによって暗殺され、オズワルドは完全に単独での行動であったと結論づけた。また警察に拘留中であったオズワルドを殺害したジャック・ルビーも単独行動であったと結論づけられた。それにもかかわらず1963年11月22日のダラスで「本当は何が起こったのか」についての憶測は以後現在までに渡って人々の論争の的となった。1966年から2004年までに実施された世論調査ではアメリカ人の80%が犯罪的な陰謀、または隠蔽工作を疑っていることがわかっている。また数多くの本、映画、テレビ番組、ウェブサイトによって事件は詳細に調査され、数多くの陰謀説が提唱され、CIA、マフィア、キューバやソ連の政府、後任のリンドン・ジョンソンなどが黒幕として挙げられている。ケネディ暗殺事件の50周年を前にして作家のヴィンセント・ブリオシがまとめた記事によると、「孤独な銃撃者」説に異議を唱える様々な陰謀説で合わせて42のグループ、82人の暗殺者、214人の関係者が浮上していると推定している。